# Perkusja

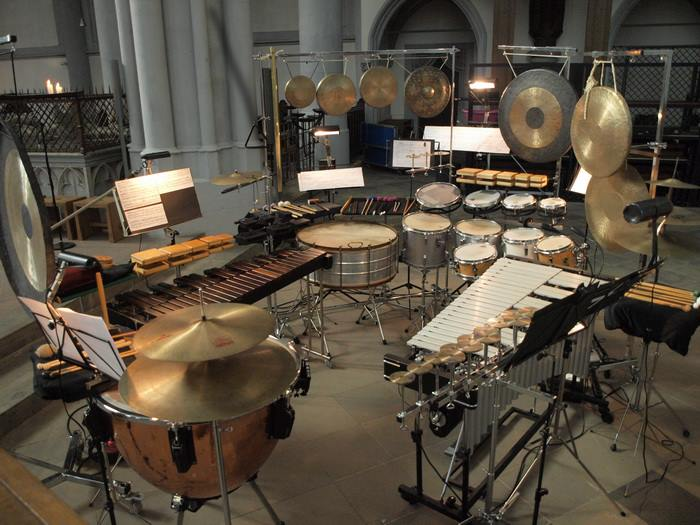
Wybrane instrumenty perkusyjne: kocioł, talerze wiszące, tam-tamy, ksylofon, pudełeczka (bloki chińskie), werbel, tom-tomy, marimba i zestaw krotali

Perkusja (instrumenty perkusyjne, łac. percussio = uderzenie) – w klasyfikacji praktycznej grupa instrumentów, w których dźwięk powstaje przez uderzanie, potrząsanie i pocieranie membrany lub twardego przedmiotu w kształcie płyty, płytki, pręta lub sztabki. Perkusja grupuje w jeden zbiór membranofony i idiofony uderzane (czyli wg systematyki naukowej również potrząsane i skrobane). Komplet instrumentów perkusyjnych obsługiwany przez jednego perkusistę i potocznie nazywany perkusją nazywa się zestawem perkusyjnym.
Terminem „perkusja” określa się również sekcję orkiestry zajmowaną przez instrumenty perkusyjne.

## Budowa i zasada działania

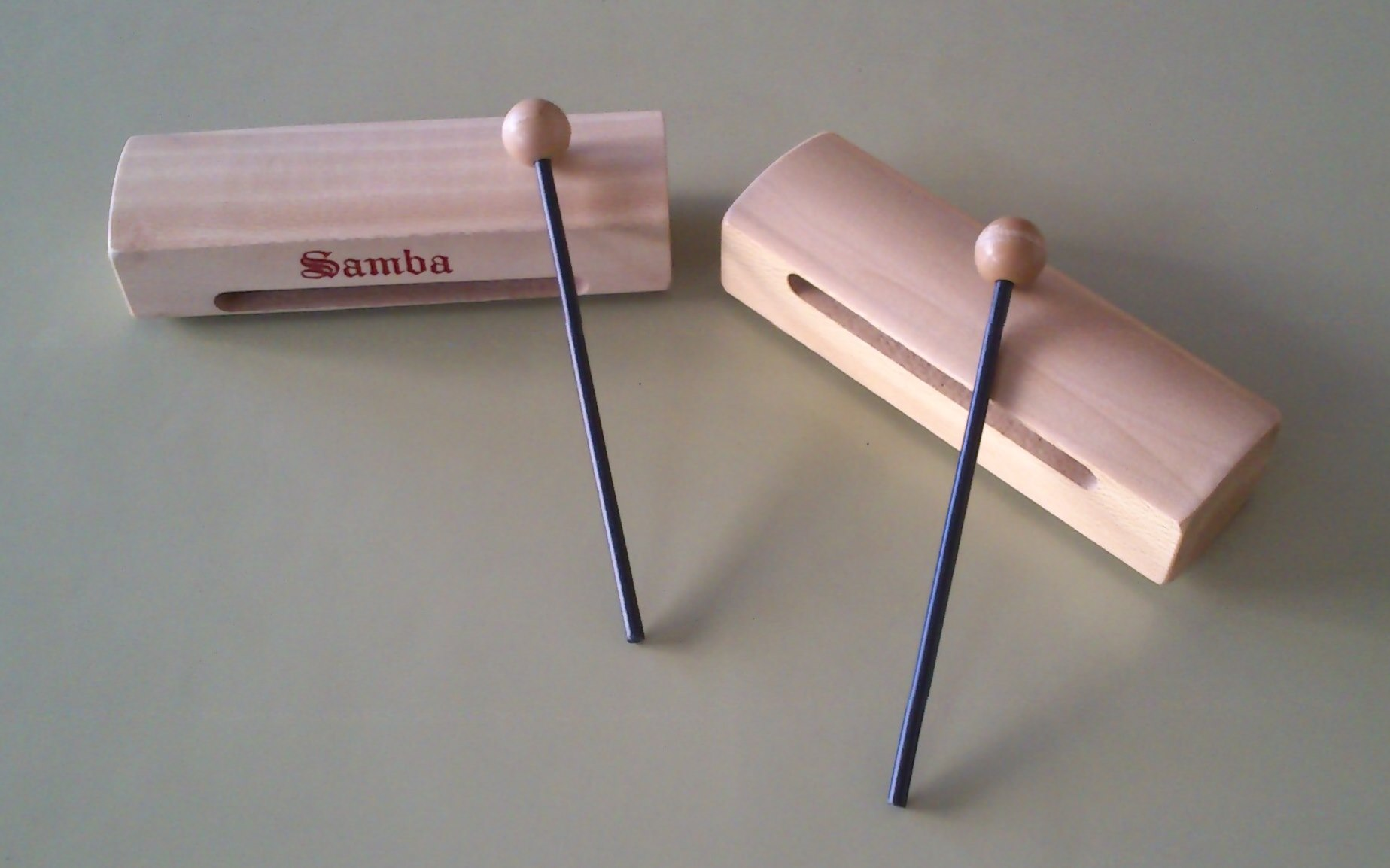
Pudełeczka (bloki chińskie)

## Podział

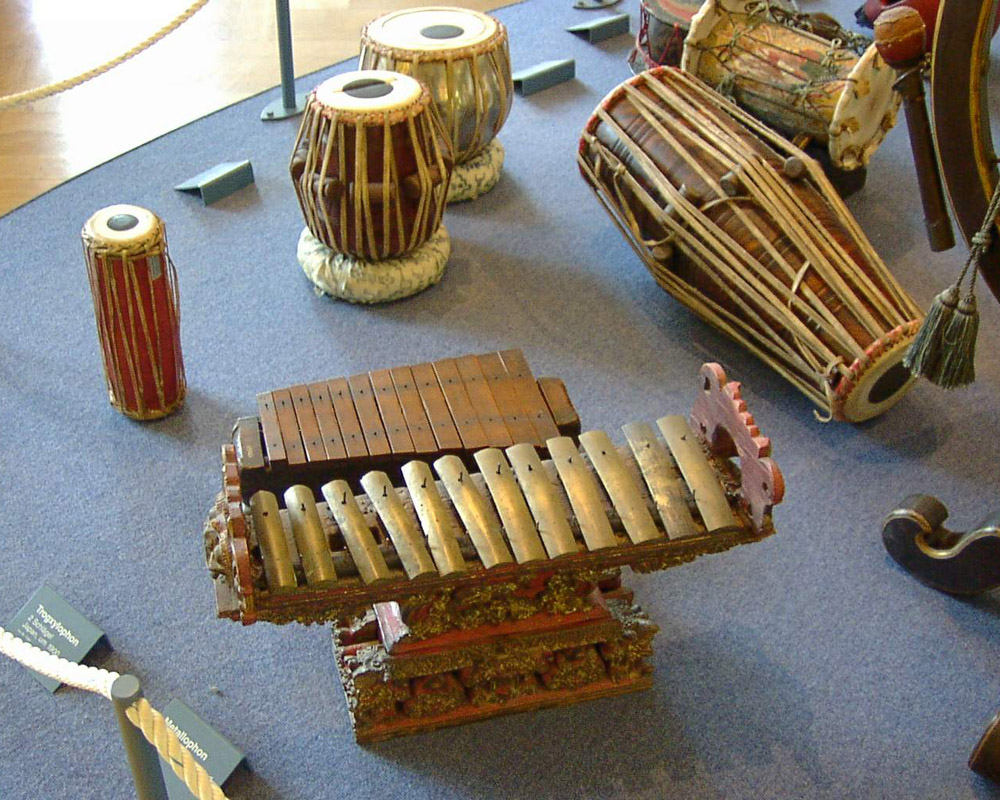
Przykładowe ludowe instrumenty perkusyjne ze zbiorów Muzeum Niemieckiego

Perkusję dzieli się według wysokości dźwięku na instrumenty o określonej wysokości dźwięku (m.in. kotły, ksylofon, dzwonki, dzwony rurowe, czelesta) oraz instrumenty o nieokreślonej wysokości dźwięku (m.in. bęben, talerze, trójkąt, tam-tam, kastaniety, tamburyn). Na instrumentach perkusyjnych o określonej wysokości dźwięku można grać melodie. Instrumenty z drugiej grupy wydają dźwięki o charakterystyce wielotonów nieharmonicznych zbliżonych do szumów. Szumy te mieszczą się w pewnym zakresie częstotliwości i mogą sprawiać wrażenie brzmienia wyższego lub niższego.

## Historia

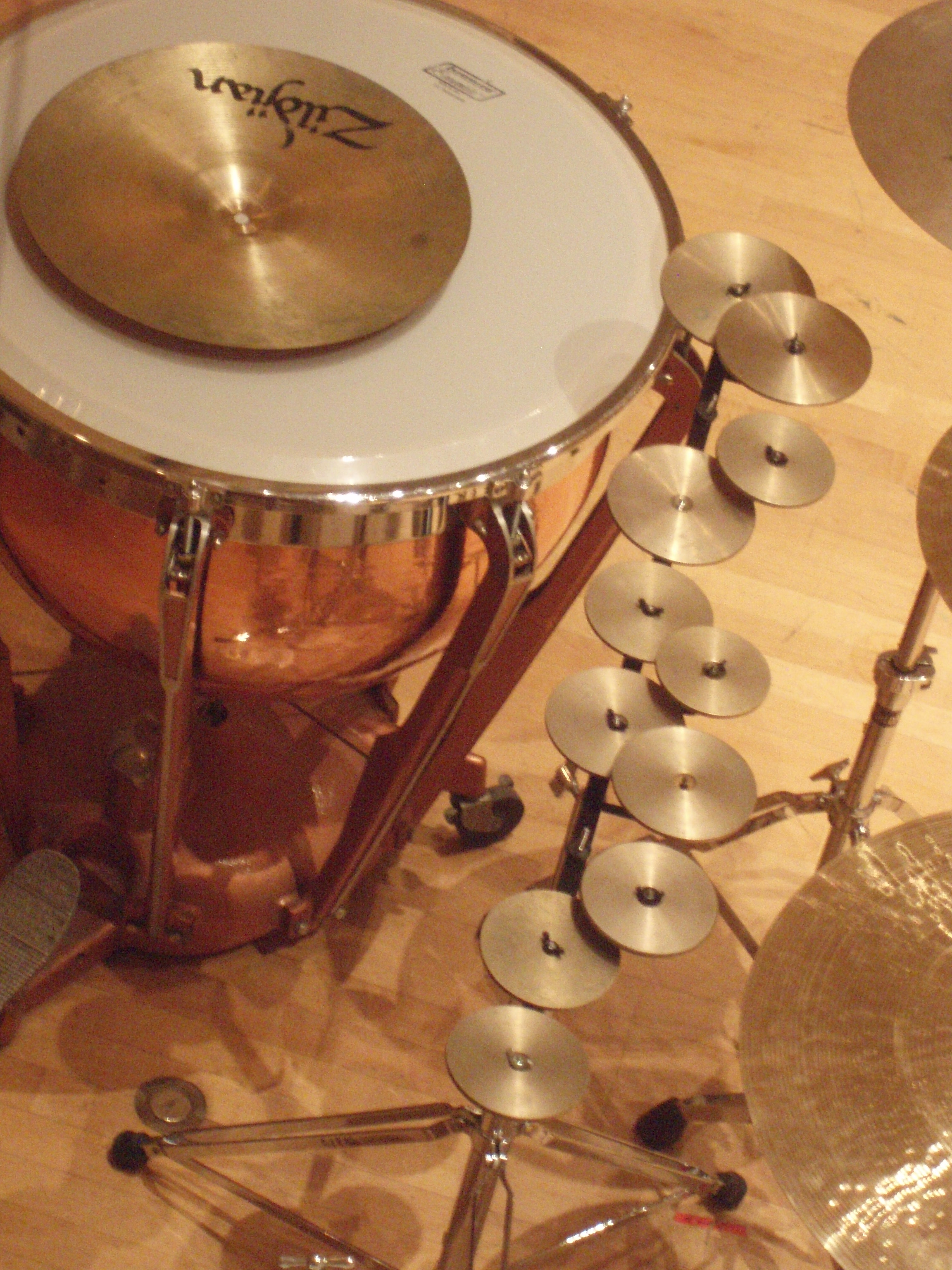
Kocioł, talerz perkusyjny i zestaw krotali orkiestrowych

Instrumenty perkusyjne są najstarszymi instrumentami muzycznymi. Przez ludy pierwotne używane były jako narzędzia sygnałowe; później zaczęły służyć do wyznaczania rytmu podczas tańca i pracy.
Perkusję w początkach istnienia orkiestry wykorzystywano sporadycznie. W okresie baroku i klasycyzmu były to kotły oraz instrumenty zapożyczone z muzyki janczarskiej: wielki i mały bęben, talerze oraz trójkąt. W okresie romantyzmu w skład orkiestry symfonicznej włączono ksylofon, dzwonki, czelestę, tam-tam, dzwony, a także instrumenty narodowe różnych krajów (np. kastaniety i tamburyn).
W XX wieku sekcja perkusji rozrosła się do kilkudziesięciu instrumentów, wymagając niekiedy udziału kilkunastu perkusistów. Do instrumentarium włączono wibrafon, marimbę oraz rozmaite instrumenty ludowe i regionalne pochodzenia południowoamerykańskiego, kubańskiego, afrykańskiego, chińskiego, koreańskiego i indonezyjskiego, m.in. tom-tom, bongosy, tumbę, kongi, krowi dzwonek, klawesy, guiro, marakasy oraz cabase. W składzie orkiestry tanecznej ustandaryzował się zestaw perkusyjny – komplet instrumentów perkusyjnych obsługiwany przez jednego instrumentalistę.
Prekursorami wykorzystania szerokiej gamy instrumentów perkusyjnych w orkiestrze symfonicznej byli Claude Debussy (Morze) i Richard Strauss (Don Kichot oraz Symfonia alpejska). Niektórzy kompozytorzy tworzyli utwory muzyczne przeznaczone wyłącznie na instrumenty perkusyjne (m.in. Edgar Varèse, Iannis Xenakis, Kazimierz Serocki, Marta Ptaszyńska). Inni, w sposób perkusyjny wykorzystywali fortepian (m.in. Igor Strawinski w Weselu, Béla Bartók oraz Siergiej Prokofjew) i instrumenty smyczkowe (m.in. Igor Strawinski w Święcie wiosny i Krzysztof Penderecki w I kwartecie). Erik Satie w muzyce do baletu Parade wykorzystał dźwięki syreny, pistoletów startowych, butelkofonu oraz maszyny do pisania.